# Åke Wikner
Axel Åke Wikner, född den 12 januari 1922 i Stockholm, död där den 12 januari 2016, var en svensk jurist.
Wikner avlade studentexamen 1940, reservofficersexamen 1943 och juris kandidatexamen vid Stockholms högskola 1945. Efter genomförd tingstjänstgöring i Södertörns domsaga 1945–1948 blev han fiskal i Svea hovrätt 1949 och assessor där 1956. Wikner var vattenrättssekreterare i Norrbygdens vattendomstol 1950–1953, tillförordnad revisionssekreterare 1959–1961, tingsdomare i Södra Roslags domsaga 1961–1970, hovrättsråd i Svea hovrätt och vice ordförande på avdelning 1970–1978 samt hovrättslagman 1978–1989. Han var löjtnant i Göta trängregementes reserv 1946–1955 och kapten i trängens reserv 1955–1992. Wikner blev riddare av Nordstjärneorden 1963.